# O Violino Vermelho
Le Violon rouge (bra/prt: O Violino Vermelho) é um filme britano-ítalo-canadense de 1998, do gênero drama romântico-musical, dirigido por François Girard.
O filme percorre três séculos e cinco países enquanto conta a história de um violino e seus vários donos.

## Sinopse
O filme conta a história de um violino perfeito conhecido como o violino vermelho, por sua vívida cor vermelha. No começo do filme, o violino está sendo leiloado no Canadá. Quando as ofertas começam, a história do violino é revelada, mostrando que ele existe há mais de 300 anos, tendo sido feito em 1681. Sua história é contada em cinco locais diferentes ao redor do mundo: Cremona na Itália, Viena na Áustria, Oxford no Reino Unido, Xangai na China e Montreal no Canadá. Em cada local o diálogo é falado na língua apropriada. Para seus donos, o violino trouxe raiva, traição, amor e sacrifício.[carece de fontes?]

## Inspiração
O filme foi inspirado em um violino Stradivarius, The Red Mendelssohn (1720), que atualmente é tocado por Elizabeth Pitcairn, cujo avô o comprou para seu aniversário de 16 anos por $ 1,7 milhões em um leilão na Christie's de Londres.

## Elenco

### Cremona
- Carlo Cecchi - Nicolo Bussotti
- Irene Grazioli - Anna Bussotti
- Anita Laurenzi - Cesca

### Viena
- Christoph Koncz - Kaspar Weiss
- Jean-Luc Bideau - Georges Poussin

### Oxford
- Jason Flemyng - Frederick Pope
- Greta Scacchi - Victoria Byrd
- Joshua Bell - Membro da orquestra: Primeiro violino (cameo)

### Xangai
- Sylvia Chang - Xiang Pei
- Liu Zifeng - Chou Yuan

### Montreal
- Samuel L. Jackson - Charles Morritz
- Colm Feore - Leiloeiro
- Monique Mercure - Madame Leroux
- Don McKellar - Evan Williams

## Principais prêmios
| Prêmio                   | Categoria                                         | Recipiente                                        | Resultado |
| ------------------------ | ------------------------------------------------- | ------------------------------------------------- | --------- |
| Oscar 2000               | Melhor trilha sonora                              | John Corigliano                                   | Venceu    |
| Golden Globe Awards 2000 | Melhor filme estrangeiro (Representando a Itália) | Melhor filme estrangeiro (Representando a Itália) | Indicado  |